# Salitja
Salitja es una localidad española del municipio gerundense de Viloví de Oñar, en la comunidad autónoma de Cataluña.

## Historia
A mediados del siglo XIX, la localidad, ya por entonces parte del municipio de Viloví de Oñar, contaba con una población de 90 habitantes. Aparece descrita en el decimotercer volumen del Diccionario geográfico-estadístico-histórico de España y sus posesiones de Ultramar de Pascual Madoz de la siguiente manera: 

SALITJA: l. en la prov. y dióc. de Gerona, part. jud. de Sta. Coloma de Farnés, aud. terr., c. g. de Barcelona, ayunt. de Vilobi sit. en terreno llano, con buena ventilacion y clima saludable. Tiene 60 casas y una igl. parr. (Sta. Maria) servida por un cura de ingreso de provision real y ordinaria, y un beneficiado de patronato laical. El térm. confina con Aiguaviva, Capllonch, Riudellots de la Selva, Vilobi y San Dalmay. El terreno es de mediana calidad, le cruzan varios caminos locales. prod.: trigo y otros granos, legumbres y hortalizas; cria ganado y caza de diferentes especies. pobl.: 26 vec, 90 alm. cap. prod.. 4.229,600, rs. imp: 105,740.
(Madoz, 1849, p. 701)

En 2021 la entidad singular de población tenía censados 331 habitantes y el núcleo de población 181 habitantes.